# Museo internazionale dell'etichetta del vino
Il Museo internazionale dell'etichetta del vino di Cupramontana (AN) è costituito da un'originale raccolta di etichette per bottiglie da vino provenienti da ogni parte del mondo. 
Ospitato inizialmente nell'antico palazzo Leoni, il Museo è stato creato nel 1987 per iniziativa del critico d'arte prof. Armando Ginesi e dispone di oltre centomila pezzi, donati da aziende produttrici di vino di tutto il mondo e da collezionisti.

Accanto alla collezione storica, con rari pezzi risalenti anche alla fine dell'Ottocento, molto nutrita è la raccolta di etichette contemporanee.  
Oggi il Museo è situato all'interno del complesso museale MIG | Musei In Grotta, che oltre ad esso ospita la sede dell'Ufficio Turistico di Cupramontana, l'Horto de I Semplici, l'Enoteca comunale (denominata EnoCupr) e l'Associazione Strada del Gusto.   
All'arte dell'etichetta da vino è ogni anno dedicata la Rassegna grafica Etichetta d'Artista (nel mese di luglio) ed il Premio nazionale Etichetta d'Oro (in settembre).

## Etichette d'autore
La sezione artistica del museo raccoglie oltre quattrocento opere e bozzetti di etichette appositamente eseguite da artisti contemporanei. 

Tra questi ricordiamo: Germana Albertone, Vittorio Amadio, Luigi Bartolini, Michele Cascella, Bruno da Osimo, Alessandro De Luca Bandini, Gian Paolo Dulbecco, Stefano Fanara, Pericle Fazzini, Salvatore Fiume, Maria Cristiana Fioretti, Paolo Gobbi, Giuliano Mammoli, Bruno Mangiaterra, Laura Mazzuoli, Patrizia Molinari, Giuseppe Monguzzi, Giuseppe Papagni, Carlo Rambaldi, Nazareno Rocchetti, Salvo Russo, Stefania Spallanzani, Vinia Tanchis, Fernando Tiboni, Rino Volpe.